# (902) Probitas
(902) Probitas ist ein Asteroid des Hauptgürtels, der am 3. September 1918 vom österreichischen Astronomen Johann Palisa in Wien entdeckt wurde.
Probitas ist das lateinische Wort für Redlichkeit. Mit der Benennung des Asteroiden wurde sein Entdecker nach dessen Tod für diese Charaktereigenschaft geehrt.